# راكيل بنينجتون
راكيل لين بنينجتون (بالإنجليزية: Raquel Len Pennington؛ مواليد 5 سبتمبر 1988) هي مُقاتلة فنون قتالية مختلطة أمريكية.

## وصلات خارجية
- راكيل بنينجتون على موقع يو إف سي (الإنجليزية)
- راكيل بنينجتون على موقع شيردوغ (الإنجليزية)
- راكيل بنينجتون على موقع Tapology.com (الإنجليزية)
- راكيل بنينجتون على موقع IMDb (الإنجليزية)
- راكيل بنينجتون على موقع قاعدة بيانات الفيلم (الإنجليزية)